# Fresno (Gijón)
Fresno es una parroquia del concejo asturiano de Gijón, en España. Pertenece a su Distrito Rural.
En 2008 tenía una población de 639 habitantes y en 2022 de 504. La parroquia sólo incluye el lugar de Monteana (Montiana, oficialmente, en asturiano).

## Historia
La mitad de la parroquia está ocupada por las instalaciones de una factoría siderúrgica, instalada en una llanura en 1971 con el nombre de Uninsa al unirse los grupos privados de esa rama industrial que anteriormente tenían instalaciones en la propia ciudad (Fábrica de Moreda), y en Mieres, siendo absorbida por el grupo estatal Ensidesa en 1973, para unirse a Altos Hornos de Vizcaya en 1991 dando origen a la Corporación Siderúrgica Integral, más tarde denominada Aceralia al ser privatizada y que hoy forma parte de la multinacional Arcelor. 

## Toponimia
De acuerdo con el libro Diccionario toponímico del concejo de Gijón, escrito por el filólogo Ramón d'Andrés, el nombre de la parroquia deriva de la palabra asturiana fresnu, que significa fresno (árbol de la especie Fraxinus excelsior). El autor indica, también en esta obra, cómo es bastante corriente que en la toponimia del centro de Asturias la "u" final de varios sustantivos masculinos quede fijada en "o".